# Стеткевич, Богдан Вильгельмович
Богдан Вильгельмович Стеткевич-Заверский (ум. 1651) — государственный деятель Великого княжества Литовского, православный меценат.

## Биография

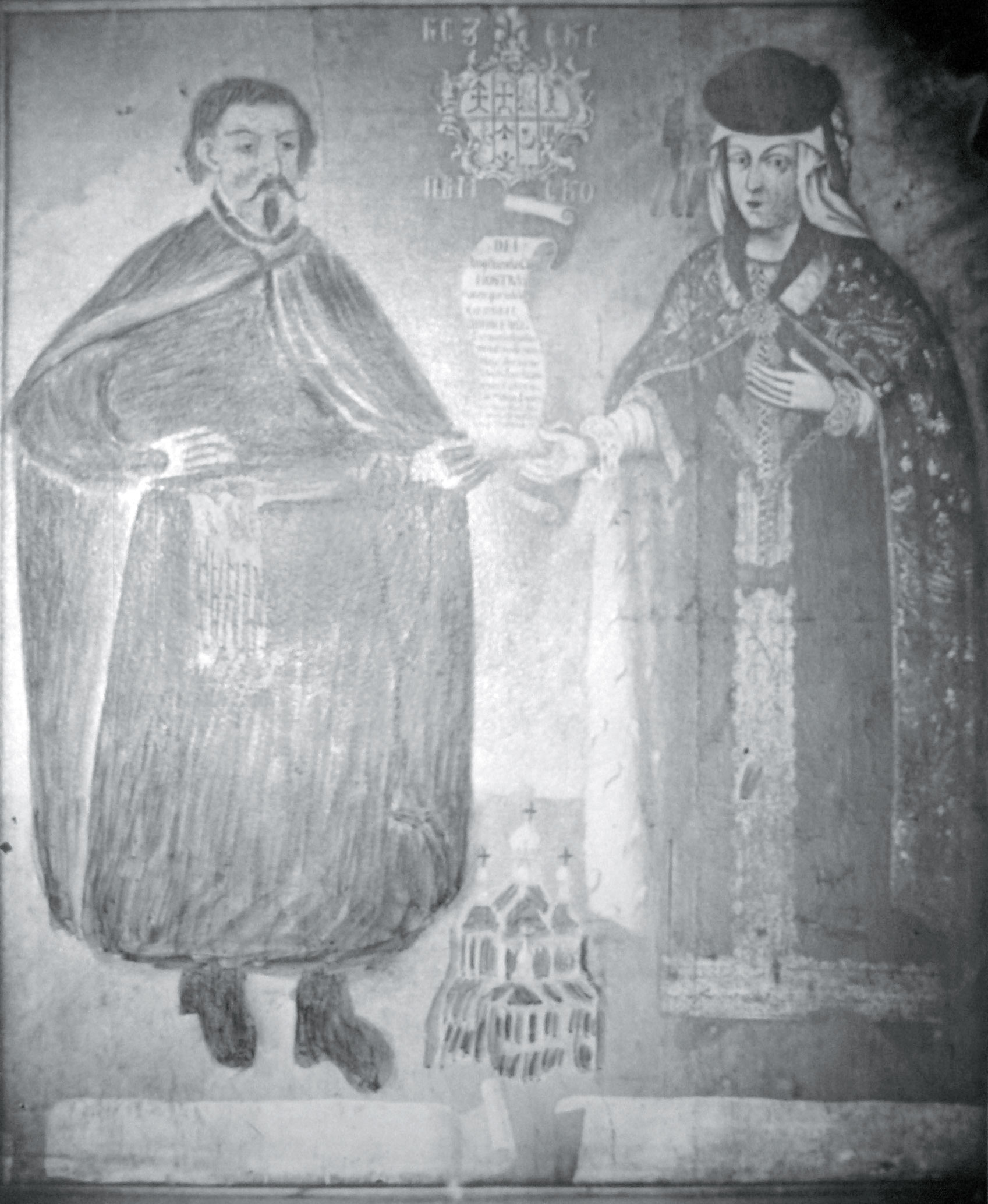
Богдан Стеткевич и Елена Соломорецкая.

Происходил из Стеткевичей — шляхетского рода герба «Косцеша». Подкоморий мстиславский в 1630—1644 годах, каштелян мстиславский в 1644—1646 годах, каштелян новогрудский в 1646—1651 годах.
Выступал активным ревнителем православия в Великом княжестве Литовском. Вместе с женой Еленой Богдановной (урожденной Соломерецкой) основал Барколабовский Вознесенский монастырь, Буйничский Свято-Духов монастырь, Кутеинский Богоявленский монастырь, Кутеинский Успенский монастырь, Тупичевский Святодуховский монастырь. Финансировал деятельность Кутеинской типографии.